# Sosnowskij sudostroitielnyj zawod
Sosnowskij sudostroitielnyj zawod (ros. Сосновский судостроительный завод) – rosyjska stocznia śródlądowa mieszcząca się w Sosnowce w obwodzie kirowskim, dawniej znana jako zakład nr 640.

## Historia
Stocznia w Sosnowce (Sosnowskaja sudostroitielnaja wierf) została założona w lipcu 1924 roku, nad rzeką Wiatką. Istotną rolę przy lokalizacji odgrywała bliskość linii kolejowej. W pierwszych latach stocznia budowała przede wszystkim różne jednostki dla rybołówstwa ZSRR, głównie w technologii drewnianej.
Podczas wojny niemiecko-radzieckiej, we wrześniu 1941 roku ze stocznią w Sosnowce połączono ewakuowaną tam z Leningradu filię zakładów stoczniowych „Bystryj”, nazywając połączone zakłady Sosnowskij sudostroitielnyj zawod „Bystryj”. W radzieckim systemie stocznia była oznaczana jako zakład nr 640. Budowano tam podczas wojny m.in. kutry torpedowe typu D-3 i kutry typu P-19. Oprócz tego, zimą 1941—1942 wyprodukowano na zamówienie armii 267 aerosań. Za wkład wojenny zakład został odznaczony Orderem Wojny Ojczyźnianej I stopnia.
Po II wojnie światowej wielkość produkcji stoczni uległa zwiększeniu. Budowano tam małe jednostki używane w ZSRR i eksportowane do wielu krajów. Produkowano tam m.in. kutry torpedowe projektów 183 i 206.
W latach 90. XX wieku na skutek upadku gospodarki komunistycznej i zmniejszenia zamówień, stocznia zbankrutowała i została zlikwidowana. Jednakże po 15 latach w Sosnowce podjęto ponownie produkcję stoczniową. Obecnie stocznia działa jako otwarta spółka akcyjna (OAO) Sosnowskij sudostroitielnyj zawod. 

## Okręty zbudowane w stoczni w Sosnowce
- kutry torpedowe typu D-3[1]
- kutry torpedowe projektu 183[2]
- kutry torpedowe projektu 206[2]
- ścigacze okrętów podwodnych typu MO-4 (16)[3]
- ścigacze okrętów podwodnych typu OD-200 (82)[3]